# Estimada desconeguda
Estimada desconeguda (títol original en francès, C'est mon homme) és una pel·lícula francobelga del 2022 dirigida per Guillaume Bureau. S'ha doblat i subtitulat al català.
És el primer llargmetratge del director. L'agost de 2022 va ser seleccionat pel Festival de Cinema Francòfon d'Angulema.
En la història del film, el dia que la premsa revela el retrat d'un home amb amnèsia, la Julie Delaunay sembla convençuda que és el seu marit, que va desaparèixer enmig del camp de batalla de la Gran Guerra, però no és l'única que creu que el coneix.